# Sternarchorhynchus galibi
Sternarchorhynchus galibi és una espècie de peix pertanyent a la família dels apteronòtids.

## Descripció
- El mascle pot arribar a fer 20 cm de llargària màxima i la femella 16,8.[4][5]

## Hàbitat
És un peix d'aigua dolça, bentopelàgic i de clima tropical.

## Distribució geogràfica
Es troba a Sud-amèrica: Surinam.

## Observacions
És inofensiu per als humans.